# Salix athabascensis
Salix athabascensis — вид квіткових рослин із родини вербових (Salicaceae).

## Морфологічна характеристика
Рослини 6–13 дм заввишки. Гілки сіро-бурі, запушені; гілочки червоно-бурі, рідко або помірно густо запушені. Листки ніжки 3–10 мм; найбільша листкова пластина довгаста, вузько-еліптична, еліптична, зворотно-ланцетна чи зворотно-яйцеподібна, 17–50 × 8–18 мм, краї плоскі чи злегка вигнуті, цільні, верхівка загострена чи опукла; абаксіальна поверхня (низ) гола або рідко шовковиста, адаксіальна — тьмяна чи злегка блискуча, гола, майже гола, трохи волосиста чи волосиста чи рідко довго шовковиста уздовж середніх жилок і краю; молода пластинка рідко чи помірно щільно ворсинчаста чи довго-шовковиста абаксіально (волоски зазвичай білі, іноді також залозисті). Сережки: тичинкова 14–31 × 8–18 мм; маточкова 10–58 × 7–25 мм. Коробочка 5.6–7.2 мм. 2n = 76, 95, 114.

## Середовище проживання
США (Аляска), Канада (Альберта, Британська Колумбія, Манітоба, Північно-Західна територія, Саскачеван, Юкон). Населяє болота, болотисті місцевості, лісові болота; 0–1800 метрів.